# شاونفلد (دهانه)
شاونفلد یک دهانه برخوردی در ماه‌ است.